# Сказка о царе Салтане (мультфильм, 1984)
«Ска́зка о царе́ Салта́не» — советский полнометражный рисованный мультипликационный фильм 1984 года, снятый по одноимённой сказке-поэме (1831) Александра Пушкина.

## Сюжет
Разговаривая меж собой, три сестры за прялкой мечтают о том, что бы каждая из них сделала, если бы вдруг стала царицей. Первая из них обещает устроить пир на весь мир, вторая — наткать полотна, а третья — «для батюшки-царя» родить «богатыря». В этот момент в светлицу входит сам царь Салтан, который ещё до этого подслушивал разговор сестёр. Он предложил третьей из них брак, а двум другим — места ткачихи и поварихи во дворце.
После свадьбы царя Салтана в его дворце гаснет свет. Когда царь уезжает воевать в дальние края, царица рождает ему сына — царевича Гвидона. Однако сёстры и сватья баба Бабариха из зависти подменяют письмо царю, написав, что та родила ему «неведому зверушку». Писарь прочитал это письмо, и царь, разгневавшись, пугает кошку и намеревается повесить гонца. Однако, когда кошка начала тереться о ногу Салтана, тот, взяв питомца на руки, смягчается и приказывает подождать до его возвращения. Сёстры же, напоив гонца водкой, и здесь меняют письмо царя (так как Бабариха подкупила дьяка) подложным письмом с приказом — царские бояре сбрасывают мать с новорождённым в море внутри бочки.
Бочку выносит на необитаемый остров Буян, причём Гвидон выходит из неё уже взрослым юношей. Чтобы прокормить мать, он мастерит лук и стрелу и идёт к морю на охоту. Там он спасает белую лебедь от чародея, принявшего облик коршуна, и та обещает отблагодарить его. На пустом острове появляется город, правителем которого становится Гвидон.
Мимо острова Буяна проплывают четыре купца. После прибытия в царство Салтана они рассказывают ему о чудесном городе и приглашают его от имени князя Гвидона в гости. Сам царевич, превратившись (с помощью лебеди) в комара, приплывает с купцами к отцу и слушает этот разговор. Но одна из завистливых сестёр, повариха, рассказывает Салтану о новом чуде света: поющей белке, которая живёт под елью и грызёт орешки с изумрудами и золотыми скорлупками. Услышав о новом чуде, царь отказывается от поездки к Гвидону. За это комар жалит повариху в правый глаз. Гвидон рассказывает лебеди о белке, и та переселяет её в город Гвидона. Для этой белки князь строит хрустальный дом.
В следующий раз купцы рассказывают Салтану о белке и передают новое приглашение от Гвидона. Царевич, уже в облике мухи, слушает и этот разговор. Ткачиха рассказывает о 33 богатырях, выходящих из моря во главе с дядькой Черномором. Салтан, услышав о новом чуде, опять отказывается от поездки, за что муха жалит ткачиху в левый глаз. Князь Гвидон рассказывает лебеди о 33 богатырях, и те появляются на острове Буяне, так как они приходятся лебеди родными братьями.
И вновь купцы рассказывают Салтану о чудесах и передают новое приглашение, в то время как Гвидон подслушивает их в облике шмеля. Сватья баба Бабариха рассказывает о царевне, затмевающей «днём свет божий», с месяцем под косой и горящей звездой во лбу. Салтан, услышав о новом чуде, в третий раз отказывается от поездки. За это шмель жалит Бабариху в нос и улетает.
После возвращения в город на острове Буяне Гвидон рассказывает лебеди о прекрасной царевне и говорит, что хочет на ней жениться. Та вновь исполняет желание Гвидона, потому что царевна со звездой во лбу — это она сама и есть.
Царь в четвёртый раз принимает у себя купцов. Те рассказывают ему о всех трёх чудесах острова Буяна и передают слова Гвидона, что царь к ним «в гости обещался, а доселе не собрался». Но на этот раз Салтан точно решает отправиться в путь к острову Буяну. По прибытии он узнаёт в царице свою жену, а в молодых князе с княгиней — своего сына и невестку. На радостях он прощает злых сестёр и сватью, а потом отпускает их домой. Устраивается весёлый пир на весь мир, и все живут счастливо.
После заключительных слов автора в княжестве Гвидона гаснет свет.

## Создатели
- Авторы сценария и кинорежиссёры — Иван Иванов-Вано, Лев Мильчин
- Художники-постановщики — Иван Иванов-Вано, Лев Мильчин
- Кинооператор — Михаил Друян
- Композитор — Михаил Меерович
- Звукооператор — Борис Фильчиков
- Художники-мультипликаторы:
  - Николай Фёдоров
  - Виктор Лихачёв
  - Антонина Алёшина
  - Марина Рогова
  - Анатолий Абаренов
  - Александр Панов
  - Андрей Игнатенко
  - Владимир Зарубин
  - Юрий Мещеряков
  - Владимир Крумин
  - Марина Восканьянц
  - Сергей Аврамов
- Роли озвучивали:
  - Авангард Леонтьев — седой писарь в очках
  - Анастасия Зуева — сватья баба Бабариха
  - Михаил Зимин — царь Салтан
  - Алексей Золотницкий — князь Гвидон
  - Наталья Боронина — царица
  - Роман Филиппов — дядька Черномор
  - Людмила Иванова — царевна Лебедь
  - Николай Граббе — седой корабельщик
  - Мария Виноградова — повариха
  - Борис Новиков — рыжий корабельщик
  - Алла Покровская — ткачиха
  - Леонид Марков — черноволосый корабельщик (в титрах не указан)
- Текст читает — Авангард Леонтьев
- Художник-декоратор — Ирина Троянова
- Художник по персонажам — Марина Игнатенко
- Монтажёр — Наталия Степанцева
- Ассистенты режиссёра — Раиса Макарова, Ирина Литовская
- Художники:
  - Всеволод Максимович
  - Ирина Светлица
  - Лидия Алёхина
  - Г. Степаненко
  - Татьяна Герасименко
  - Игорь Олейников
- Редактор — Раиса Фричинская
- Директор съёмочной группы — Лилиана Монахова

## Награды
- XVIII Всесоюзный кинофестиваль (Минск, 1985): Приз «За успешную экранизацию русской классической сказки» — «Сказка о царе Салтане».
- XIV Московский кинофестиваль (Москва, тоже 1985 год): Приз за лучший мультфильм — «Сказка о царе Салтане»[1]

## Отзывы
Иван Иванов-Вано первым использовал в мультипликации мотивы и приёмы народного искусства. Учёба во ВХУТЕМАСе, воспитание в традициях русского авангарда, превосходное знание мировой художественной культуры — всё это сказалось в его творчестве. С точки зрения искусствоведческой механики, его можно было бы назвать формалистом, он не боялся экспериментировать. Таким режиссёрским экспериментом был «Конёк-Горбунок», ставший классикой. В нём Иванов-Вано соединил всё: любовь к русской культуре, поэзии, знание профессии, хорошее владение всем арсеналом мультипликации того времени. Он превратил диснеевскую технологию в мощное мероприятие — русский фильм. Здесь была, конечно, и заслуга художника, Льва Мильчина, с которым он не расставался всю жизнь. Последней их работой стала «Сказка о царе Салтане». Это был идеальный тандем — неуёмная натура, человек-воин, фанатик, тиран Вано и интеллигент до мозга костей, не позволявший себе ничего лишнего, но всё понимающий, острый до гротеска Мильчин. На протяжении нескольких десятилетий его стихией, его естественной средой обитания оставалась русская сказка.— Юрий Норштейн